# Olympiades internationales de géosciences
Les Olympiades internationales de géosciences (IESO, International Earth Science Olympiad) sont une compétition internationale annuelle sur le modèle des treize autres olympiades internationales scientifiques, destinée à des élèves du secondaire de moins de 19 ans au 1er juillet de l’année du concours et concernant le domaine des géosciences (géologie, météorologie, hydrologie et astronomie).

## Histoire
L'origine de l'IESO remonte à 2003 lorsque la Korean Earth Science Society (KESS) organise les premières olympiades coréennes de géosciences. En 2007, Année internationale de la planète Terre, les premières olympiades internationales de géosciences se tiennent à Daegu en Corée du Sud.

## Format
L'épreuve comprend deux parties : une épreuve écrite de trois heures composée d'une cinquantaine de questions à choix simple (QCS) ou multiple (QCM) et plusieurs épreuves pratiques, généralement sur le terrain, dans les différentes disciplines au programme. Ces épreuves s'appuient sur le « syllabus ». Chaque délégation se compose de quatre compétiteurs et de deux « mentors » (enseignants ou chercheurs pour la plupart, chargés notamment de traduire les tests dans la langue des candidats).

## Liste des olympiades
| Édition | Ville           | Pays         | Date                                                                                         | Thème                                                   | Vainqueur                 | Points  |
| ------- | --------------- | ------------ | -------------------------------------------------------------------------------------------- | ------------------------------------------------------- | ------------------------- | ------- |
| I       | Daegu           | Corée du Sud | octobre 2007                                                                                 | Earth for Life, Universe for future Life                | Chang Chi-han             | nc      |
| II      | Manille         | Philippines  | septembre 2008                                                                               | Cooperation in Addressing Climate Changes               | nc                        | nc      |
| III     | Taipei          | Taïwan       | 14-22 septembre 2009                                                                         | Human and Environment                                   | Huang Tsao-wei            | nc      |
| IV      | Yogyakarta      | Indonésie    | 19-28 septembre 2010                                                                         | The Present is the Key to the Future                    | nc                        | nc      |
| V       | Modène          | Italie       | 5-14 septembre 2011                                                                          | Earth Science Renaissance: Science, Environment and Art | Ryoo Sang-woo             | nc      |
| VI      | Olavarría       | Argentine    | 8-12 octobre 2012                                                                            | Energy, water and minerals for sustainable development  | Nakasato Norihiko         | nc      |
| VII     | Mysore          | Inde         | 11-19 septembre 2013                                                                         | The Earth is but one family                             | Sirawich Pipatprathanporn | 82,629  |
| VIII    | Santander       | Espagne      | 22-29 septembre 2014                                                                         | Sea and Mountains                                       | Chen I‐kai                | 148     |
| IX      | Poços de Caldas | Brésil       | 13-20 septembre 2015                                                                         | Soil                                                    | Seung Won-jung            | nc      |
| X       | Mie             | Japon        | 20-27 août 2016                                                                              | Our Future: Earth & Space                               | Huang Jia-guan            | 88,8528 |
| XI      | Valbonne        | France       | 22-29 août 2017                                                                              | Standing on the Earth, gazing at the Planets            | Wei Xinchen               | 89,2    |
| XII     | Kanchanaburi    | Thaïlande    | 8-17 août 2018                                                                               | Earth Science for All                                   | Lee Ju-hyung              |         |
| XIII    | Daegu           | Corée du Sud | 26 août – 3 septembre 2019                                                                   | Passion for Earth Science... Continued                  |                           |         |
| XIV     | Tioumen         | Russie       | (Édition reportée et tenue à distance en raison de la pandémie de Covid-19.) 25-30 août 2021 |                                                         |                           |         |
| XV      |                 |              |                                                                                              |                                                         |                           |         |
| XVI     |                 | Aucun        | 20-26 août 2023                                                                              | The Past is the Key to the Present                      |                           |         |
| XVII    | Pékin           | Chine        | 8-16 août 2024                                                                               | Big Data for Our Earth                                  | Wang Yibo                 | nc      |

## Résultats particuliers de la France
La France envoie une délégation de quatre élèves de Première ou Terminale sélectionnés par le dispositif ministériel « Sciences à l'École » à la suite d'une double sélection : un croisement des résultats du test de sélection aux IESO (test écrit de deux heures sous la forme de questions à choix multiples) et des olympiades académiques de géosciences, qui se déroulent au printemps ; un bon niveau en anglais est également exigé. Le syllabus débordant largement le programme des études secondaires, une formation spécifique IESO en ligne est en effet nécessaire et disponible pour les élèves inscrits au test de sélection sur le site de « Sciences à l'École ».
À la suite de cette sélection, un stage est proposé durant l'été précédant les Olympiades, visant à former la délégation à la géologie de terrain (travail sur les affleurements, identifications de roches, lien avec une carte géologique...) et à faire des révisions sur les différents domaines présents aux IESO. La préparation s'appuie sur un comité scientifique présidé par un inspecteur général des sciences de la Vie et de la Terre.
| Année | Ville                     | Médailles d'or                                       | Médailles d'or                                       | Médailles d'argent                                   | Médailles d'argent                                                                       | Médailles de bronze                                                      | Médailles de bronze | Autres (médailles par équipes)                                                                    | Autres (médailles par équipes) | Autres (médailles par équipes) |
| Année | Ville                     | Nom                                                  | Établissement                                        | Nom                                                  | Établissement                                                                            | Nom                                                                      | Établissement | Nom                                                                                               | Établissement | Médaille |
| ----- | ------------------------- | ---------------------------------------------------- | ---------------------------------------------------- | ---------------------------------------------------- | ---------------------------------------------------------------------------------------- | ------------------------------------------------------------------------ | --- | ------------------------------------------------------------------------------------------------- | --- | --- |
| 2007  | Daegu ( Corée du Sud)     | La France ne participe pas aux Olympiades.           | La France ne participe pas aux Olympiades.           | La France ne participe pas aux Olympiades.           | La France ne participe pas aux Olympiades.                                               | La France ne participe pas aux Olympiades.                               | La France ne participe pas aux Olympiades. | La France ne participe pas aux Olympiades.                                                        | La France ne participe pas aux Olympiades. | La France ne participe pas aux Olympiades. |
| 2008  | Manille ( Philippines)    | La France ne participe pas aux Olympiades.           | La France ne participe pas aux Olympiades.           | La France ne participe pas aux Olympiades.           | La France ne participe pas aux Olympiades.                                               | La France ne participe pas aux Olympiades.                               | La France ne participe pas aux Olympiades. | La France ne participe pas aux Olympiades.                                                        | La France ne participe pas aux Olympiades. | La France ne participe pas aux Olympiades. |
| 2009  | Taipei ( Taïwan)          | La France ne participe pas aux Olympiades.           | La France ne participe pas aux Olympiades.           | La France ne participe pas aux Olympiades.           | La France ne participe pas aux Olympiades.                                               | La France ne participe pas aux Olympiades.                               | La France ne participe pas aux Olympiades. | La France ne participe pas aux Olympiades.                                                        | La France ne participe pas aux Olympiades. | La France ne participe pas aux Olympiades. |
| 2010  | Yogyakarta ( Indonésie)   | La France est présente en tant que pays observateur. | La France est présente en tant que pays observateur. | La France est présente en tant que pays observateur. | La France est présente en tant que pays observateur.                                     | La France est présente en tant que pays observateur.                     | La France est présente en tant que pays observateur. | La France est présente en tant que pays observateur.                                              | La France est présente en tant que pays observateur. | La France est présente en tant que pays observateur. |
| 2011  | Modène ( Italie)          | —                                                    | —                                                    | Matthieu Zhang Sébastien Thobie                      | Centre international de Valbonne Lycée Gaspard-Monge, Nantes                             | Alexandra Gablier Auriane Canesse                                        | Lycée français de Pondichéry Lycée Jean-Monnet, Bruxelles | —                                                                                                 | — | — |
| 2012  | Olavarría ( Argentine)    | —                                                    | —                                                    | Guillaume Prévot                                     | Lycée français La Pérouse, San Francisco                                                 | Benjamin Kassem Antoine Durieux Léo Mangeolle                            | Lycée Thiers, Marseille Centre international de Valbonne Lycée André-Malraux, Remiremont | —                                                                                                 | — | — |
| 2013  | Mysore ( Inde)            | —                                                    | —                                                    | Ariane Delrocq                                       | Centre international de Valbonne                                                         | Marie Marin Pierre Gourbin                                               | Lycée français de Shanghai Lycée Le Verrier, Saint-Lô | Pierre Gourbin Marie Marin Blandine Hautier                                                       | Lycée Le Verrier, Saint-Lô Lycée français de Shanghai Lycée Camille-Claudel, Fourmies                                                                                                | Or (ESP) Argent (ITFI) Bronze (ITFI) |
| 2014  | Santander ( Espagne)      | —                                                    | —                                                    | Hugo Pouzet Ronan Dubois                             | Lycée d'Arsonval, Brive Lycée français Charles-de-Gaulle, Londres                        | Marc Rouveyrol Myriam Besson                                             | Centre international de Valbonne Lycée Blaise-Pascal, Clermont-Ferrand | —                                                                                                 | — | — |
| 2015  | Poços de Caldas ( Brésil) | —                                                    | —                                                    | Adrien Fradet Clément Astruc-Delor                   | Lycée d'Arsonval, Brive Centre international de Valbonne                                 | Nicolas Papadopoulos                                                     | Lycée Viala-Lacoste, Salon-de-Provence | Maxime Legoupil Clément Astruc-Delor                                                              | Lycée français de Stockholm Centre international de Valbonne | Or (ITFI) Or (ESP) |
| 2016  | Mie ( Japon)              | —                                                    | —                                                    | Lucia Karens                                         | Lycée français de Stockholm                                                              | Lilian Schleret                                                          | Lycée André-Malraux, Remiremont |                                                                                                   | | |
| 2017  | Valbonne ( France)        | —                                                    | —                                                    | Léa Feldmann Bastien Frobert Clara Pigozzo           | Lycée français de Berlin Lycée aux Lazaristes, Lyon Lycée Auguste-et-Jean-Renoir, Angers | Noémie Polyn                                                             | Lycée Pierre-Paul-Riquet, Saint-Orens | Noémie Polyn Clara Pigozzo Davia Franceschini Antoine Bou Khalil                                  | Lycée Pierre-Paul-Riquet, Saint-Orens Lycée Auguste-et-Jean-Renoir, Angers Centre international de Valbonne Lycée Charles-Péguy, Orléans                                             | Or (ITFI) Argent (ITFI) Or (ITFI) Or (ESP), Argent (ITFI) |
| 2018  | Kanchanaburi ( Thaïlande) | —                                                    | —                                                    | Titouan Mouilleron Thomas Schwartz                   | Lycée Pierre-Paul-Riquet, Saint-Orens Lycée Thiers, Marseille                            | —                                                                        | — | Mikaël Taheraly Thomas Schwartz Pauline Bonadonna                                                 | Lycée Charles-de-Gaulle, Caen Lycée Thiers, Marseille Centre international de Valbonne                                                                                               | 1re place (ITFI), 2e place (ESP) 1re place (ESP) 2e place (ITFI) |
| 2019  | Daegu ( Corée du Sud)     | —                                                    | —                                                    | —                                                    | —                                                                                        | Nathan Bochard Gautier Claudon Chloée Halbrecq Théo Wang                 | Lycée Jeanne-d’Arc, Clermont-Ferrand Lycée Jeanne-d’Arc, Nancy Marcq Institution, Marcq-en-Barœul Lycée français de Shanghai                                                                     | Théo Wang Gautier Claudon Chloée Halbrecq                                                         | Lycée français de Shanghai Lycée Jeanne-d’Arc, Nancy Marcq Institution, Marcq-en-Barœul                                                                                              | 1re place (ESP) 2e place (ESP et ITFI) 3e place (ITFI) |
| 2021  | Tioumen ( Russie)         | Médaille d'or en équipe nationale (NTFI,)            | Médaille d'or en équipe nationale (NTFI,)            | Alexandre Fortin                                     | Lycée Thomas-Hélye, Cherbourg-en-Cotentin                                                | Noé Caraz                                                                | Lycée Jeanne-d’Arc, Clermont-Ferrand | Jolane Dongé                                                                                      | Lycée Marc-Chagall, Reims | Mention Bien (ESP) 3e place pour l’activité créative Earth Science Pledge (vote des élèves) |
| 2021  | Tioumen ( Russie)         | Médaille d'or en équipe nationale (NTFI,)            | Médaille d'or en équipe nationale (NTFI,)            | Marie Malige                                         | Lycée Stanislas, Paris                                                                   | Jolane Dongé                                                             | Lycée Marc-Chagall, Reims | Jolane Dongé                                                                                      | Lycée Marc-Chagall, Reims | Mention Bien (ESP) 3e place pour l’activité créative Earth Science Pledge (vote des élèves) |
| 2021  | Tioumen ( Russie)         | Médaille d'or en équipe nationale (NTFI,)            | Médaille d'or en équipe nationale (NTFI,)            | Marie Malige                                         | Lycée Stanislas, Paris                                                                   | Jolane Dongé                                                             | Lycée Marc-Chagall, Reims | Alexandre Fortin                                                                                  | Lycée Thomas-Hélye, Cherbourg-en-Cotentin | Mention Bien (ESP) |
| 2021  | Tioumen ( Russie)         | Médaille d'or en équipe nationale (NTFI,)            | Médaille d'or en équipe nationale (NTFI,)            | Marie Malige                                         | Lycée Stanislas, Paris                                                                   | Kanan Marteil-Agarwal                                                    | Lycée français de Singapour | Marie Malige                                                                                      | Lycée Stanislas, Paris | Mention Excellent (ESP) |
| 2021  | Tioumen ( Russie)         | Médaille d'or en équipe nationale (NTFI,)            | Médaille d'or en équipe nationale (NTFI,)            | Gaëtan Seuillot                                      | Lycée de la Fontaine du Vé, Sézanne                                                      | Kanan Marteil-Agarwal                                                    | Lycée français de Singapour | Kanan Marteil-Agarwal                                                                             | Lycée français de Singapour | Mention Excellent (ESP) |
| 2021  | Tioumen ( Russie)         | Médaille d'or en équipe nationale (NTFI,)            | Médaille d'or en équipe nationale (NTFI,)            | Gaëtan Seuillot                                      | Lycée de la Fontaine du Vé, Sézanne                                                      | Caoimhe Moresmau                                                         | Lycée Saint-Louis de Gonzague, Perpignan | Caoimhe Moresmau                                                                                  | Lycée Saint-Louis de Gonzague, Perpignan | 3e place pour l’activité créative Earth Science Pledge (vote des élèves et vote des mentors) |
| 2021  | Tioumen ( Russie)         | Médaille d'or en équipe nationale (NTFI,)            | Médaille d'or en équipe nationale (NTFI,)            | Gaëtan Seuillot                                      | Lycée de la Fontaine du Vé, Sézanne                                                      | Caoimhe Moresmau                                                         | Lycée Saint-Louis de Gonzague, Perpignan | Gaëtan Seuillot                                                                                   | Lycée de la Fontaine du Vé, Sézanne | 3e place pour l’activité créative Earth Science Pledge (vote des élèves) |
| 2022  | Paris (En ligne)          | -                                                    | -                                                    | Thibault BACHELET, Safiya MALLEPEYRE                 | Lycée Bartholdi de Colmar, Lycée Jeanne d’Arc de Clermont-Ferrand                        | Thomas GORI, Antoine HIGHAM, Axel JAILLANT, Eloïse SEUILLOT, Tom VINCENT | Lycée Ismaël Dauphin de Cavaillon, Lycée Pierre Corneille de Rouen , Lycée Maison Blanche de Le Guillaume Saint Paul , Lycée de la Fontaine du Vé de Sézanne , Lycée Ribeaupierre de Ribeauvillé | Thibault BACHELET, Axel JAILLANT, Safiya MALLEPEYRE                                               | Lycée Bartholdi de Colmar, Lycée Maison Blanche de Le Guillaume Saint Paul , Lycée Jeanne d’Arc de Clermont-Ferrand                                                                  | Argent (équipe internationale), Or (équipe internationale), 3e place sur le podium féminin |
| 2023  | Briançon (En ligne)       | Elouan BESSEYRE DES HORTS                            | Lycée Marcq-en-Barœul                                | Alix DACREMONT, Leander LEGOUIX                      | Lycée de la Fontaine du Vé de Sézanne, Lycée Charles De Gaulle de Caen                   | Louis PATAT                                                              | Pensionnat Jean-Baptiste-de-La-Salle (Rouen) | Elouan BESSEYRE DES HORTS, Niels CATZ, Leander LEGOUIX, Alix DACREMONT, Louis PATAT, Zita PICARD, | Lycée Marcq-en-Barœul, Lycée Buffon, Lycée Charles De Gaulle de Caen, Lycée de la Fontaine du Vé de Sézanne, Lycée Jean-Baptiste de La Salle de Rouen, Lycée Saint-Joseph-du-Loquidy | Bronze (ESP) Argent (NTFI) "Good" (Art), Argent (ESP) Argent (NTFI), Bronze (ESP) Argent (NTFI) "Excellent" (Art), Argent (NTFI), Argent (NTFI) "Very Good" (Pledge) "Good" (Art), Argent (NTFI) "Very good" (Art) |
| 2024  | Pékin ( Chine)            | -                                                    | -                                                    | -                                                    | -                                                                                        | Amaury JANIQUE                                                           | Pensionnat Jean-Baptiste-de-La-Salle (Rouen) | Axel HOARAU                                                                                       | Lycée Pierre Corneille, Rouen | Argent (ESP) Bronze (ITFI) |
| 2024  | Pékin ( Chine)            | -                                                    | -                                                    | -                                                    | -                                                                                        | Amaury JANIQUE                                                           | Pensionnat Jean-Baptiste-de-La-Salle (Rouen) | Amaury JANIQUE                                                                                    | Pensionnat Jean-Baptiste-de-La-Salle (Rouen) | Bronze (ITFI) |
| 2024  | Pékin ( Chine)            | -                                                    | -                                                    | -                                                    | -                                                                                        | Eva SMIDTAS                                                              | Lycée Louis-le-Grand, Paris | Amaury JANIQUE                                                                                    | Pensionnat Jean-Baptiste-de-La-Salle (Rouen) | Bronze (ITFI) |
| 2024  | Pékin ( Chine)            | -                                                    | -                                                    | -                                                    | -                                                                                        | Eva SMIDTAS                                                              | Lycée Louis-le-Grand, Paris | Eva SMIDTAS                                                                                       | Lycée Louis-le-Grand, Paris | 1er prix IUGS (vidéo individuelle) Bronze (ITFI) |

## Association
En 2024, les membres de la délégation française aux XVIes IESO (2023) s'associent pour fonder l'Association des lauréats pour la promotion des IESO, abrégé en ALPI, dans l'objectif de promouvoir les olympiades de géosciences et de mettre en lien les candidats entre eux ou avec d'anciens lauréats, afin de les accompagner lors de leur préparation.